# سوپاتا
سوپاتا (انگلیسی: Supatá) نام یک منطقه مسکونی در کلمبیا است.